# ديفيد ستراند
ديفيد ستراند (بالإنجليزية: David Strand)‏ هو أكاديمي أمريكي، ولد في 5 سبتمبر 1949.